# Caponago
Caponago je italská obec nacházející se přibližně 20 km severovýchodně od Milána v provincii Lombardie a asi šest kilometrů na severozápad se nachází Monza, známá tratí F1. 31. prosince 2004 mělo Capagno 4917 obyvatel a rozlohu 5 km².
Mezi největší kulturní památky v Caponagu patří kostel sv. Giuliana, který se nachází na Náměstí Míru.

## Vývoj počtu obyvatel
Počet obyvatel